# Société anonyme du Charbonnage du Bois de Micheroux

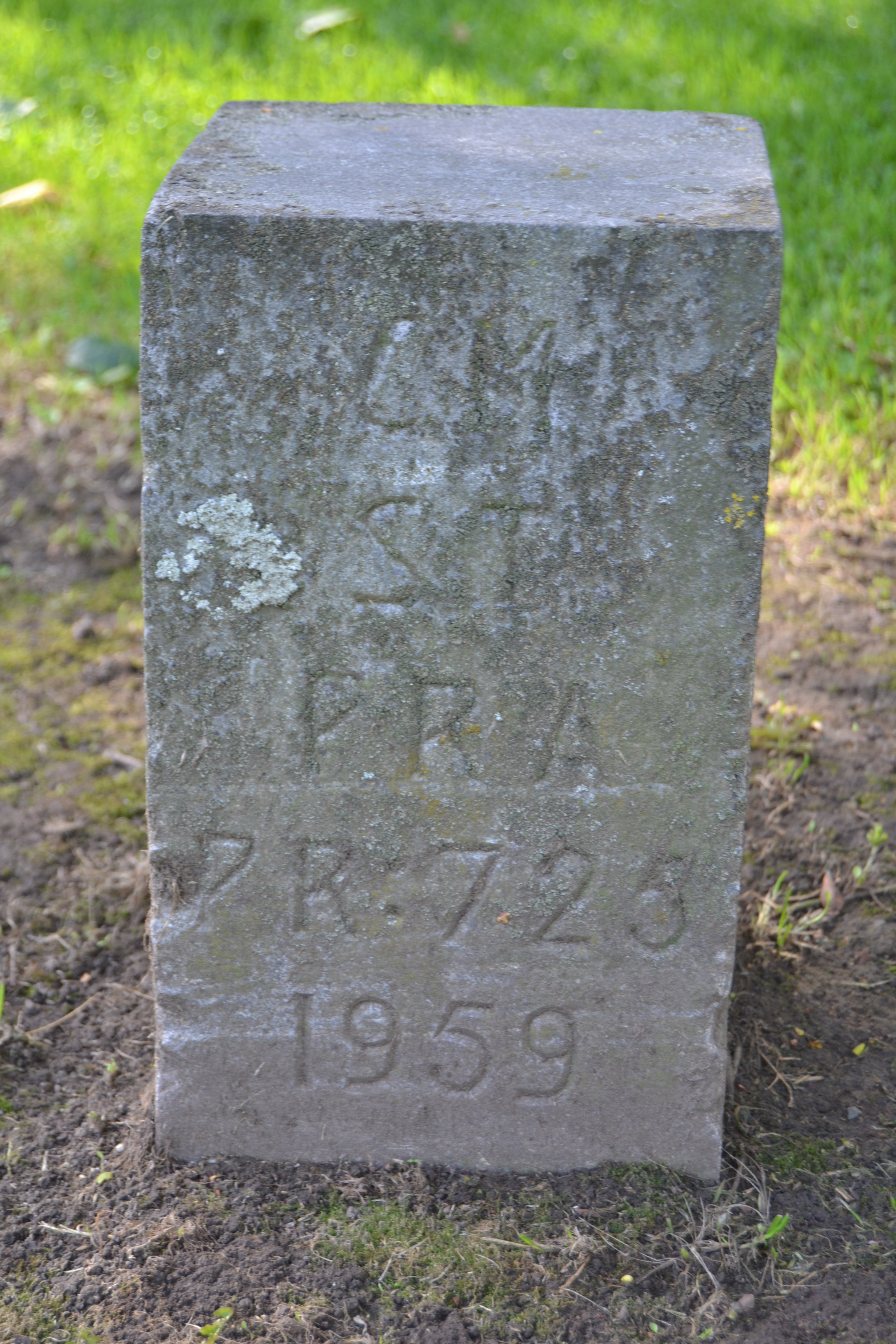
Tombe de l'un des puits de l'ancien Charbonnage du Bois de Micheroux.

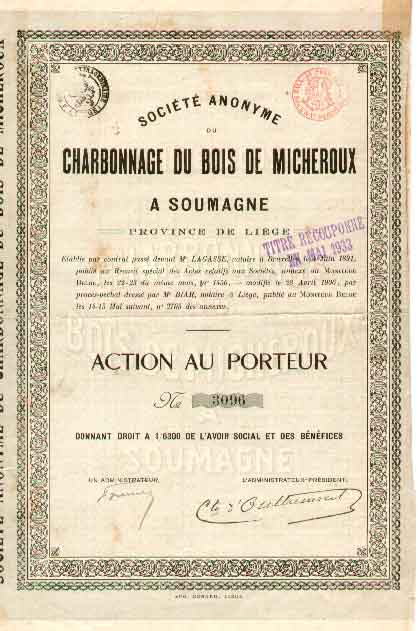
Ancienne action de l'ancien Charbonnage du Bois de Micheroux.

La Société anonyme du Charbonnage du Bois de Micheroux à Soumagne est une ancienne société charbonnière de la région de Liège, dont la concession se situait sur les territoires des anciennes communes de Micheroux et Soumagne, dorénavant entièrement Soumagne, au cœur du plateau de Herve, à l'est de Liège,.
La concession était exploitée par le siège Théodore. De petite taille, elle était entièrement enclavée dans la concession de l'ancienne Société anonyme des Charbonnages du Hasard à l'époque de sa fermeture.
Fondée au XIXe siècle, l'entreprise disparut en 1958.

## De nos jours
Le charbonnage a été rasé. Seules subsistent dans un parc les deux bornes fermant les puits, ainsi qu'un wagonnet commémoratif fourni par Blegny-Mine en 1990. 

## Géolocalisation approximative des anciens sites d'exploitation[1]
- Siège administratif : ...
  - Théodore : 50° 37′ 44″ N, 5° 43′ 45″ E

## Terrils[3],[4]
- Bois de Micheroux/Terril Micheroux n°2 - 50° 37′ 23″ N, 5° 42′ 48″ E - (disparu)

## Sources
- André De Bruyn, Anciennes Houillères de la région liégeoise, Liège, Dricot, 1988, 208 p. (ISBN 2-87095-058-6)
- Claude Gaier, Huit siècles de houillerie liégeoise, histoire des hommes et du charbon à Liège, Liège, Editions du Perron, 1988 (ISBN 2-87114-031-6)